# 埃讷沃
埃讷沃（法語：Henneveux，法語發音：[ɛnvø]）是法国上法蘭西大區加来海峡省的一个市镇，属于滨海布洛涅区。

## 地理
埃讷沃（50°43'24"N, 1°51'4"E）面积5.49 平方千米，位于法国上法蘭西大區加来海峡省，该省份为法国北部沿海省份，西北濒北海，南至索姆省，东临北部省。
与埃讷沃接壤的市镇（或旧市镇、城区）包括：纳布兰冈、布农维尔、隆格维尔、阿兰克坦、布吕南贝尔、科朗贝尔。

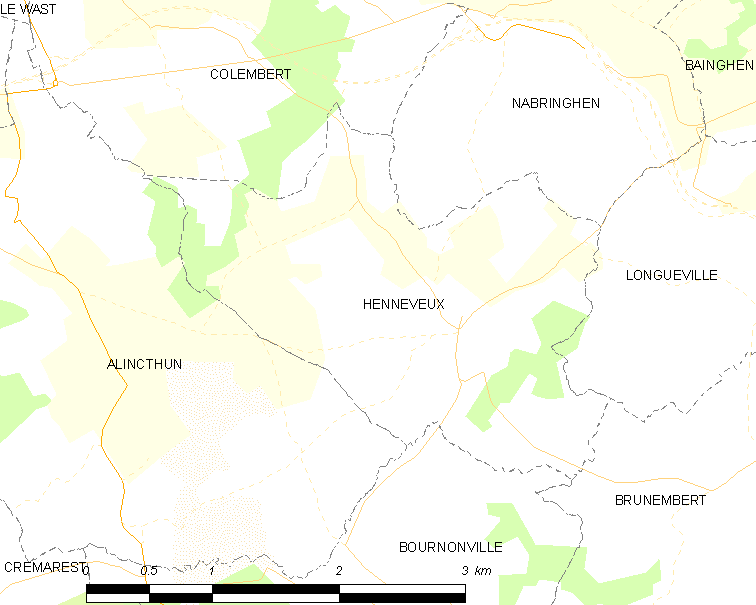
埃讷沃的OSM定位图

埃讷沃的时区为UTC+01:00、UTC+02:00（夏令时）。

## 行政
埃讷沃的邮政编码为62142，INSEE市镇编码为62429。

## 政治
埃讷沃所属的省级选区为代夫勒县。

## 人口

1962-2008年间埃讷沃人口变化图示

埃讷沃于2022年1月1日时的人口数量为274人。